# Dorsifulcrum zebrina
Dorsifulcrum zebrina là một loài bướm đêm trong họ Geometridae.